# As Origens dos Apelidos das Famílias Portuguesas (dicionário)
As Origens dos Apelidos das Famílias Portuguesas é um dicionário de apelidos de família da onomástica da língua portuguesa. Foi escrito por Manuel de Sousa e publicado pela sociedade editorial portuguesa SporPress em 2001. O livro é catalogado sob o ISBN 972-8696-01-9.